# 阿波ういろ
阿波ういろ（あわういろ）は、徳島県徳島市を中心に作られる「ういろう」の総称。外郎餅。

## 概要
阿波ういろは、大納言小豆、餅粉・米粉・砂糖等で作られており、独特のもっちりとした食感と小豆の深い味が特徴である。
種類には鳴門の塩を用いたものや鳴門金時や栗を用いた「栗ういろ」、こしあんを混ぜて棒状に加工した「棒ういろ」等がある。
砂糖の代わりに和三盆、地元産の阿波和三盆糖が使われることもある。

## 歴史
寛政年間（1789年 - 1800年）にサトウキビ栽培が阿波国（現在の徳島県）に伝わり、それをもとに作られた阿波和三盆糖が出来た御祝いとして、徳島藩主や領民一同が旧暦3月3日の節句のときに食したのが始まりと云われている。
爾来、旧暦3月3日の節句の際には、阿波ういろを食すのが地元では習慣となっている。

## ギャラリー

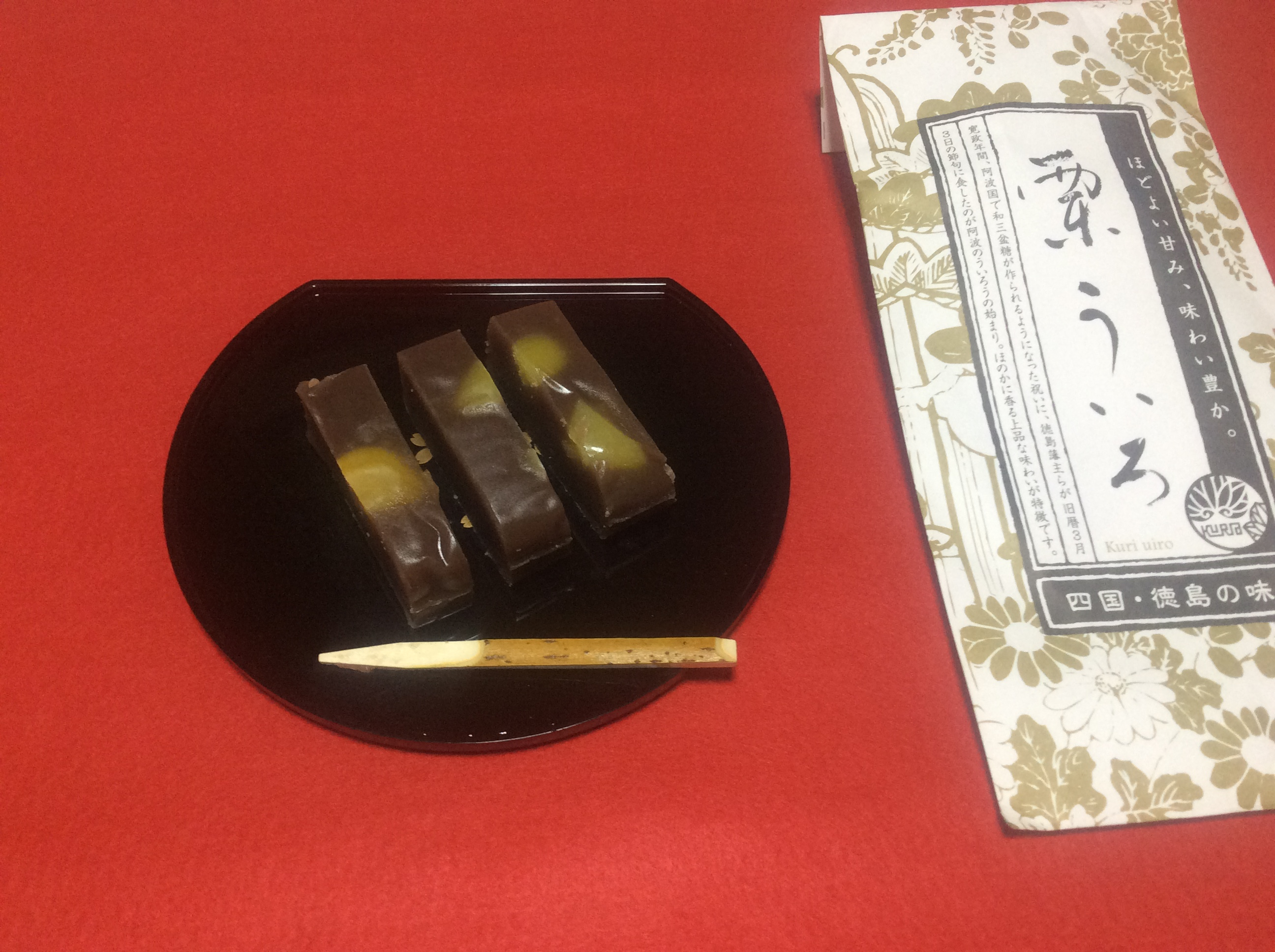
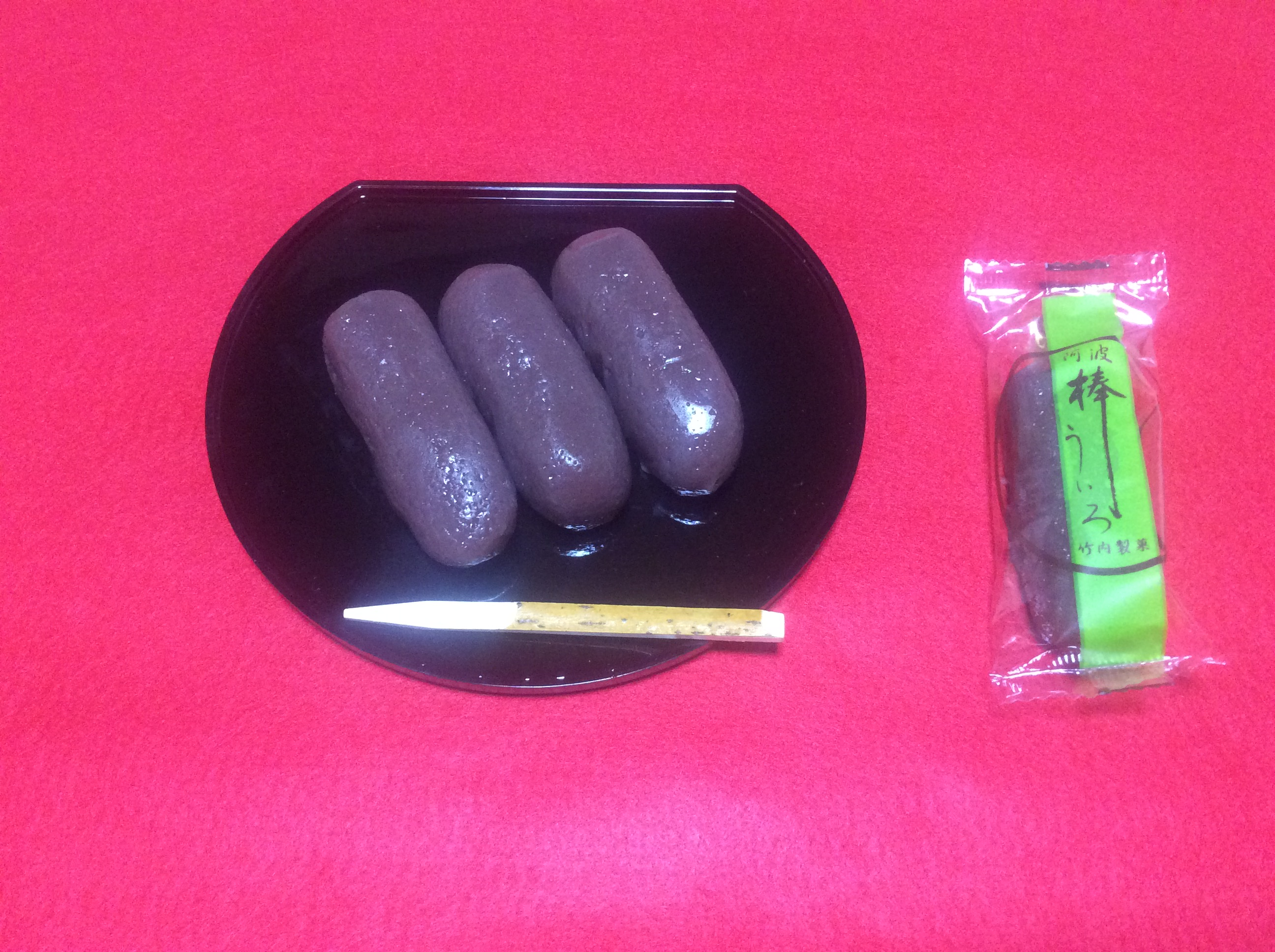